# Dom Henryka Jessa

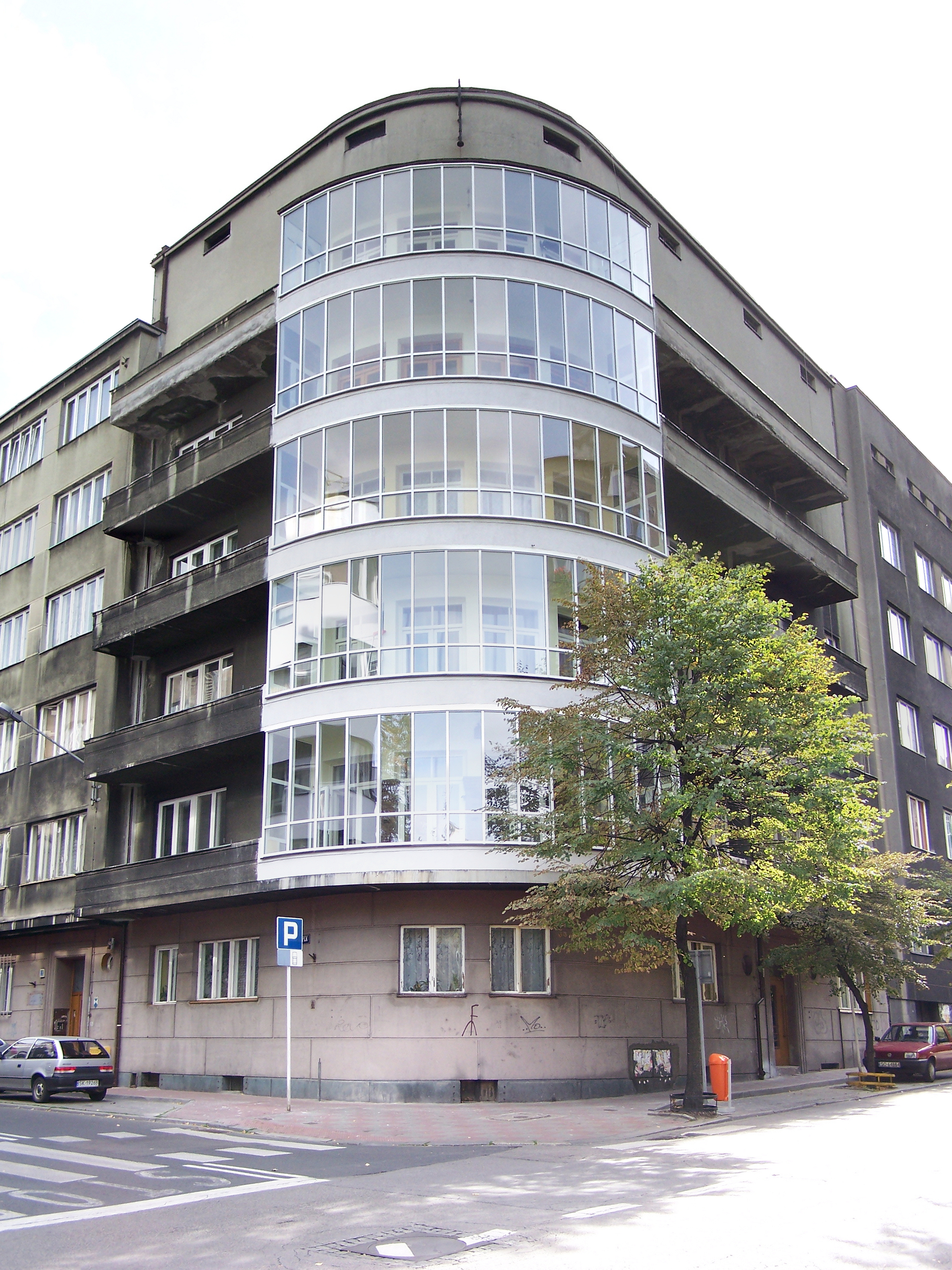
Ansicht von Nordwesten, 2006

Dom Henryka Jessa bezeichnet ein Mietshaus in Katowice (deutsch Kattowitz, Woiwodschaft Schlesien) in Polen. Es wurde von bis 1938 im Stil der Moderne für Henryk Jess errichtet und steht seit 2012 unter Denkmalschutz.
Das sechsgeschossige Eckhaus steht im Südwesten des Stadtbezirks Śródmieście (Innenstadt) an der Ulica PCK 7 und der Ulica M. Skłodowskiej-Curie 36. Seine abgerundete Ecke wird durch Wintergärten geprägt, die über fünf Etagen reichen. Diese werden beidseitig von langgestreckten Balkons flankiert.  Das Gebäude gehört zu einem Ensemble ähnlicher Häuser und wurde mit diesen am 23. März 2012 unter der Nummer A/370/12 in das nationale Verzeichnis der Baudenkmäler der Woiwodschaft Schlesien aufgenommen.